# Neumühle (Wallenfels)
Neumühle ist ein Gemeindeteil der Stadt Wallenfels im Landkreis Kronach (Oberfranken, Bayern).

## Geographie
Die Einöde liegt im tief eingeschnittenen Tal der Wilden Rodach und ist vom Wallenfelser Forst umgeben. Westlich des Ortes gibt es ein Feuchtgebiet, das als Naturdenkmal geschützt ist. Ein Anliegerweg führt zur Kreisstraße KC 20 (0,3 km nordöstlich), die dort in die Bundesstraße 173 mündet bzw. nach Schmölz verläuft.

## Geschichte
Gegen Ende des 18. Jahrhunderts gehörte Neumühle zu Wallenfels. Das Hochgericht übte das bambergische Centamt Wallenfels aus. Das Vogteiamt Wallenfels war der Grundherr der Mahlmühle.
Mit dem Gemeindeedikt wurde Neumühle dem 1808 gebildeten Steuerdistrikt Wallenfels und der 1818 gebildeten Ruralgemeinde Wallenfels zugewiesen.

### Baudenkmal
- Wegkreuz

### Einwohnerentwicklung
| Jahr      | 001818 | 001861 | 001871 | 001885 | 001900 | 001925 | 001950 | 001961 | 001970 | 001987 |
| Einwohner |        | 10     | 8      | 4      | 12     | 9      | 11     | 9      | 10     | 10     |
| Häuser    | 1      |        |        | 1      | 1      | 2      | 1      | 2      |        | 2      |
| Quelle    | [ 5 ]  | [ 7 ]  | [ 8 ]  | [ 9 ]  | [ 10 ] | [ 11 ] | [ 12 ] | [ 13 ] | [ 14 ] | [ 1 ]  |

## Religion
Der Ort ist römisch-katholisch geprägt und nach St. Thomas (Wallenfels) gepfarrt.